# فيشنو بريا
فيشنو بريا راماشاندران بيلاي المعروفة بالاسم الفني فيشنو بريا ممثلة سينمائية وراقصة وعارضة أزياء هندية. بدأت حياتها المهنية بالمشاركة في عرض فودافون للرقص الواقعي الذي تم بثه على الشبكة الآسيوية. مثلت لأول مرة في عام 2007 في فيلم سرعة المسار حيث لعب شخصية داعمة للبطل وفي وقت لاحق لعبت دور الشخصية الرئيسية في فيلم عام 2009 كيرالوتسافام وبدأت تجذب الانتباه من فيلم بينباتانام ثم انتقل للعب الأدوار الرئيسية والثانوية في مختلف الأفلام. دخلت صناعة السينما التاميلية من خلال فيلم نانغا. قدمت أداء في برنامج أما في عام 2013. شاركت أيضا في برنامج الواقع التلفزيوني تحدي النجوم على الزهور.

## النشأة
ولدت فيشنو بريا وترعرعت في البحرين. درست في المدرسة الهندية البحرين ثم حصلت على البكالوريوس من معهد بيرلا للتكنولوجيا. شاركت في العديد من المسابقات وفازت في مسابقة الرقص الكلاسيكي على مستوى المدارس. بصرف النظر عن الرقص فإنها قدمت بعض الأعمال المسرحية أيضا.

## الأعمال الفنية

### السينما
| العام | الفيلم                       | الدور            | اللغة         | المخرج          |
| ----- | ---------------------------- | ---------------- | ------------- | --------------- |
| 2007  | المضمار                      | سميثا            | المالايالامية |                 |
| 2007  | راثري مازها                  | صديقة ميرا       | المالايالامية |                 |
| 2009  | كيرالوتسافام 2009            | غانغا            | المالايالامية |                 |
| 2010  | بينباتانام                   | راجي             | المالايالامية |                 |
| 2011  | ماكارامانجو                  | مغنية            | المالايالامية | لينين راجيندران |
| 2011  | نانغا                        | ديفي             | التاميلية     |                 |
| 2012  | قصة جريمة                    | ميرا             | المالايالامية |                 |
| 2012  | البروفيسور الشقي             | شخصيتها الحقيقية | المالايالامية |                 |
| 2012  | بوثوموخانغال ثيفاي           | -                | التاميلية     |                 |
| 2012  | ساعات عمل المصرف من 4 إلى 10 | بوجا             | المالايالامية |                 |
| 2013  | الملكية: كاماث وكاماث        | ابنة ثيروميني    | المالايالامية |                 |
| 2013  | ليسامايودي فيدو              |                  | المالايالامية |                 |
| 2013  | مامان الشرطة                 | أنجانا           | المالايالامية |                 |
| 2014  | بلد الإله                    | ليخا             | المالايالامية |                 |
| 2016  | كادانثارام                   | سيفاني           | المالايالامية |                 |

### التلفزيون
- آربو إيرو (قناة كيرالي) قاضية بدلا من الممثلة شامنا قاسم.
- تحدي النجوم (قناة الزهور ) مشاركة.

## روابط خارجية
- فيشنو بريا على موقع IMDb (الإنجليزية)